# Capitale europea dello sport
Il titolo di Capitale europea dello sport è un riconoscimento assegnato dal 2001 annualmente da ACES Europe a città che si contraddistinguono con dei progetti che seguono i principi etici dello sport. Possono candidarsi al titolo le città del continente europeo che siano capitali di stato o abbiano almeno 500.000 abitanti. La città vincitrice si impegna, per l'anno d'assegnazione, all'organizzazione di almeno 36 eventi sportivi di spiccato rilievo nazionale e internazionale.

## Capitali europee dello sport
Il titolo di European Capital of Sport è assegnato dal 2001.
| Anno | Città      | Nazione     |
| ---- | ---------- | ----------- |
| 2001 | Madrid     | Spagna      |
| 2002 | Stoccolma  | Svezia      |
| 2003 | Glasgow    | Regno Unito |
| 2004 | Alicante   | Spagna      |
| 2005 | Rotterdam  | Paesi Bassi |
| 2006 | Copenaghen | Danimarca   |
| 2007 | Stoccarda  | Germania    |
| 2008 | Varsavia   | Polonia     |
| 2009 | Milano     | Italia      |
| 2010 | Dublino    | Irlanda     |
| 2011 | Valencia   | Spagna      |
| 2012 | Istanbul   | Turchia     |
| 2013 | Anversa    | Belgio      |
| 2014 | Cardiff    | Regno Unito |
| 2015 | Torino     | Italia      |
| 2016 | Praga      | Rep. Ceca   |
| 2017 | Marsiglia  | Francia     |
| 2018 | Sofia      | Bulgaria    |
| 2019 | Budapest   | Ungheria    |
| 2020 | Malaga     | Spagna      |
| 2021 | Lisbona    | Portogallo  |
| 2022 | L'Aia      | Paesi Bassi |
| 2023 | Glasgow    | Regno Unito |
| 2024 | Genova     | Italia      |
| 2025 | Tallinn    | Estonia     |
| 2026 | Napoli     | Italia      |
| 2027 | Saragozza  | Spagna      |

## Città europee dello sport
Il titolo di European City of Sport (Città europea dello sport) viene assegnato, a partire dal 2007, ad un comune con una popolazione ufficiale tra 25.000 e 499.999 abitanti del continente europeo.
| Anno | Città |
| ---- | --- |
| 2007 | Boadilla del Monte, Palermo |
| 2008 | Lleida, Rimini |
| 2009 | Marbella, Varese, Biarritz, Cardiff |
| 2010 | Salamanca, Novara, Gateshead |
| 2011 | Puertollano, Trieste, Treviso, Parma, Limerick, North Lanarkshire, Nizza |
| 2012 | Bilbao, Castellón de la Plana, Firenze, Pescara, Viterbo, Charleroi, Iași, Liberec, 's-Hertogenbosch, Preston |
| 2013 | Estepona, Lorca, Castelldefels, Cremona, Modena, Reggio Calabria, Alba, Guimarães, Pitești, Lisburn |
| 2014 | Cordova, Getxo, Logroño, Santander, Ascoli Piceno, Biella, Brindisi, Cesena, Chieri, Jesi, Latina, Pavia, Prato, Rapallo, Costanza, Maia, Ostrava, Plovdiv                                                                                     |
| 2015 | Alcobendas, Alhaurín de la Torre, Badalona, Chiclana de la Frontera, Telde, Bordeaux, Loulé, Most, Burgas |
| 2016 | Gijón, Melilla, Las Rozas de Madrid, Crema, La Spezia, Molfetta, Pisa, Ravenna, San Giovanni Lupatoto, Saronno, Scafati, Chalon-sur-Saône, Setúbal, Tilburg, Stoke-on-Trent, Krško, Liepāja, Košice, Ruse                                      |
| 2017 | Aosta, Bacău, Banská Bystrica, Bristol, Cagliari, Gondomar, Jūrmala, La Chaux de Fonds, Mollet del Vallès, Noordwijk, Olomouc, Ostenda, Pesaro, Stara Zagora, Vicenza                                                                          |
| 2018 | Antequera, Arnhem, Banja Luka, Bassano del Grappa, Braga, Cluj-Napoca, Differdange, Foligno, Forlì, Guadalajara, Kielce, Klaipėda, Kortrijk, Maribor, Nitra, Pau, Sanremo, Sant Cugat del Vallès, Santa Lucía de Tirajana                      |
| 2019 | Batumi, Coventry, Fuenlabrada, Gäncä, Granada, Igualada, Kumanovo, Livorno, Mantova, Michalovce, Oristano, Pangaio, Portimão, Sisak, Soria, Toruń, Varna, Vercelli                                                                             |
| 2020 | Bijeljina, Cernusco sul Naviglio, Çorlu, Cosenza, Dakhla, Grottaglie, Kryvyj Rih, Limassol, Milton Keynes, Miramas, Odivelas, Pazardžik, Piombino, Rovaniemi, Smallingerland, Trnava                                                           |
| 2021 | Alphen aan den Rijn, Çiğli, Gorna Orjahovica, Lovanio, Nevşehir, Potenza, Rieti, Sandanski, Siena, Terni, Terrassa, Zara, Zrenjanin |
| 2022 | Cartagena, Getafe, L'Aquila, Leiria, Macerata, Panagjurište, Fiume, Sesto San Giovanni, Treviso |
| 2023 | Busto Arsizio, Catanzaro, Eibar, Fondi, Martorell, Montana, Padova, Poprad, Rende, Sakarya, Schio, Spinea, Tirana, Tres Cantos, Velika Gorica, Viana do Castelo                                                                                |
| 2024 | Aix-en-Provence, Arganda del Rey, Ville d'Arras, Basauri, Castelnuovo, Kayseri, Manresa, Priština, Salonicco, Štip, Subotica, Valona, Viseu |
| 2025 | Agen, Alcobendas, Altınordu, Ascoli Piceno, Chieti, Esch-sur-Alzette, Jesolo, Limoges, Matosinhos, Mogliano Veneto, Novara, Prešov, Santurtzi, Segovia, Seregno, Shkodra, Strasburgo, Tábor, Taranto, Tbilisi, Toledo, Trebinje, Venaria Reale |

## Comuni europei dello sport
Il titolo di European Town of Sport viene assegnato ad un comune d'Europa con popolazione compresa fino a 24.999 abitanti, a partire dal 2010.
| Anno | Città |
| ---- | --- |
| 2010 | Robledo de Chavela, Busca, Loano |
| 2011 | Adra, Albisola Superiore, Bellaria Igea Marina, Besozzo, Castejón, Darfo Boario Terme, Fossano, Noja, Peschiera Borromeo, Rosà, San Lorenzo del Escorial |
| 2012 | Atri, Finale Ligure, Savigliano, Savignano sul Rubicone, Valdengo, Thurles, El Pont de Suert, Ariccia, Malo, Salò |
| 2013 | Cairo Montenotte, Forte dei Marmi, Dolo, Monsummano Terme, Morlupo, Athlone, Giaveno, La Nucia, Náchod, San Giovanni Teatino, Roseto degli Abruzzi |
| 2014 | Alp, Arenzano, Assago, Cantalupa, Castiglione della Pescaia, Cervere, Forano, Mazzano, Nymburk, Saint-Vincent, Solbiate Olona, Zittau, Sligo |
| 2015 | Banyoles, Lepoglava, Olecko, La Palma del Condado, Svitavy |
| 2016 | Albenga, Asiago, Buzet, Calella, Orbassano, San Vittore Olona |
| 2017 | Alassio, Bansko, Belisce, Coín, Evrotas, Montecatini Terme, Orvieto, Tirano, Vícar |
| 2018 | Airola, Andora, Candeleda, Corbetta, Montalbano Elicona, Navia, Archea Olympia, Schladming, Suomussalmi, Umago |
| 2019 | Chianciano Terme, Dudelange, Elgoibar, Gignac-la-Nerthe, Jaca, Livigno, Omegna, Prelog, Sesto Calende, Torrijos |
| 2020 | Chiusi, Egna, Encamp, Gozzano, Kavarna, Kuressaare, Montegrotto Terme, Port-de-Bouc |
| 2021 | Auronzo di Cadore, Elva, La Fare-les-Oliviers, Pontinvrea, Pravia, Sansepolcro, Segni, Veľký Šariš |
| 2022 | Baza, Brežice, Castiglione del Lago, Chepelare, Clohars-Carnoet, Kežmarok, Rakvere, Recco, Sabaudia, Viator |
| 2023 | Alcalá la Real, Bjala, Cardano al Campo, Castano Primo, Česká Třebová, Codogno, Crescentino, Granville, Jastrebarsko, La Roda, Maracena, Marcon, Motta di Livenza, Monte di Procida, Poděbrady, Sant Julià de Lòria, Sénas, Sotkamo, Ventimiglia, Villebon-sur-Yvette |
| 2024 | Grado, La Nucia, Les Franqueses del Vallès, Makarska, Plougastel, Sanary-sur-Mer, Sélestat, Tarazona |
| 2025 | Alcaudete, Barr, Calanda, Caorle, Castrignano del Capo, Celakovice, Jindřichův Hradec, Les Pennes-Mirabeau, Luarca, Mariánské Lázně, Novalja, Perros-Guirec, Sozopol, Varallo, Vieste                                                                                 |

## Comunità europee dello sport
Il titolo di European Community of Sport è conferito a comunità composte da più comuni.

## Riepilogo
| Paese                | Capitali | Città/Comuni |
| -------------------- | -------- | ------------ |
| Spagna               | 5        | 30           |
| Italia               | 4        | 48           |
| Regno Unito          | 3        | 9            |
| Paesi Bassi          | 2        | 5            |
| Portogallo           | 1        | 8            |
| Bulgaria             | 1        | 6            |
| Francia              | 1        | 6            |
| Rep. Ceca            | 1        | 4            |
| Belgio               | 1        | 3            |
| Polonia              | 1        | 2            |
| Irlanda              | 1        | 1            |
| Turchia              | 1        | 1            |
| Danimarca            | 1        | 0            |
| Germania             | 1        | 0            |
| Svezia               | 1        | 0            |
| Ungheria             | 1        | 0            |
| Romania              | 0        | 5            |
| Slovacchia           | 0        | 5            |
| Bosnia ed Erzegovina | 0        | 2            |
| Lettonia             | 0        | 2            |
| Slovenia             | 0        | 2            |
| Azerbaigian          | 0        | 1            |
| Cipro                | 0        | 1            |
| Croazia              | 0        | 1            |
| Finlandia            | 0        | 1            |
| Georgia              | 0        | 1            |
| Grecia               | 0        | 1            |
| Lituania             | 0        | 1            |
| Macedonia del Nord   | 0        | 1            |
| Marocco              | 0        | 1            |
| Svizzera             | 0        | 1            |
| Ucraina              | 0        | 1            |